# Saison 2016 de l'équipe cycliste Verandas Willems
La saison 2016 de l'équipe cycliste Verandas Willems est la quatrième de cette équipe.

## Préparation de la saison 2016

### Arrivées et départs
| Arrivées         | Équipe 2015                   |
| ---------------- | ----------------------------- |
| Didier Bats      | Goeman Scott VZW (VTT)        |
| Sander Cordeel   | Vastgoedservice-Golden Palace |
| Louis De Rycke   |                               |
| Tim De Troyer    | Wanty-Groupe Gobert           |
| Brecht Dhaene    | Astellas                      |
| Benjamin D'Hondt |                               |
| Timothy Dupont   | Roubaix Lille Métropole       |
| Jan Ghyselinck   | Wanty-Groupe Gobert           |
| Aidis Kruopis    | An Post-ChainReaction         |

| Départs         | Équipe 2016                           |
| --------------- | ------------------------------------- |
| Gaëtan Bille    | Wanty-Groupe Gobert                   |
| Dimitri Claeys  | Wanty-Groupe Gobert                   |
| Dominique Cornu | retraite                              |
| Thomas De Troch | Prorace                               |
| Jérôme Gilbert  | retraite                              |
| Jérôme Kerf     | 3M                                    |
| Daan Myngheer   | Roubaix Métropole européenne de Lille |
| Olivier Pardini | Wallonie Bruxelles-Group Protect      |
| Kai Reus        | Roompot-Oranje Peloton                |
| Joren Touquet   | Superano Ham-Isorex                   |
| Sten Van Gucht  | Profel United                         |
| Emiel Wastyn    | An Post-ChainReaction                 |

## Coureurs et encadrement technique

### Effectif

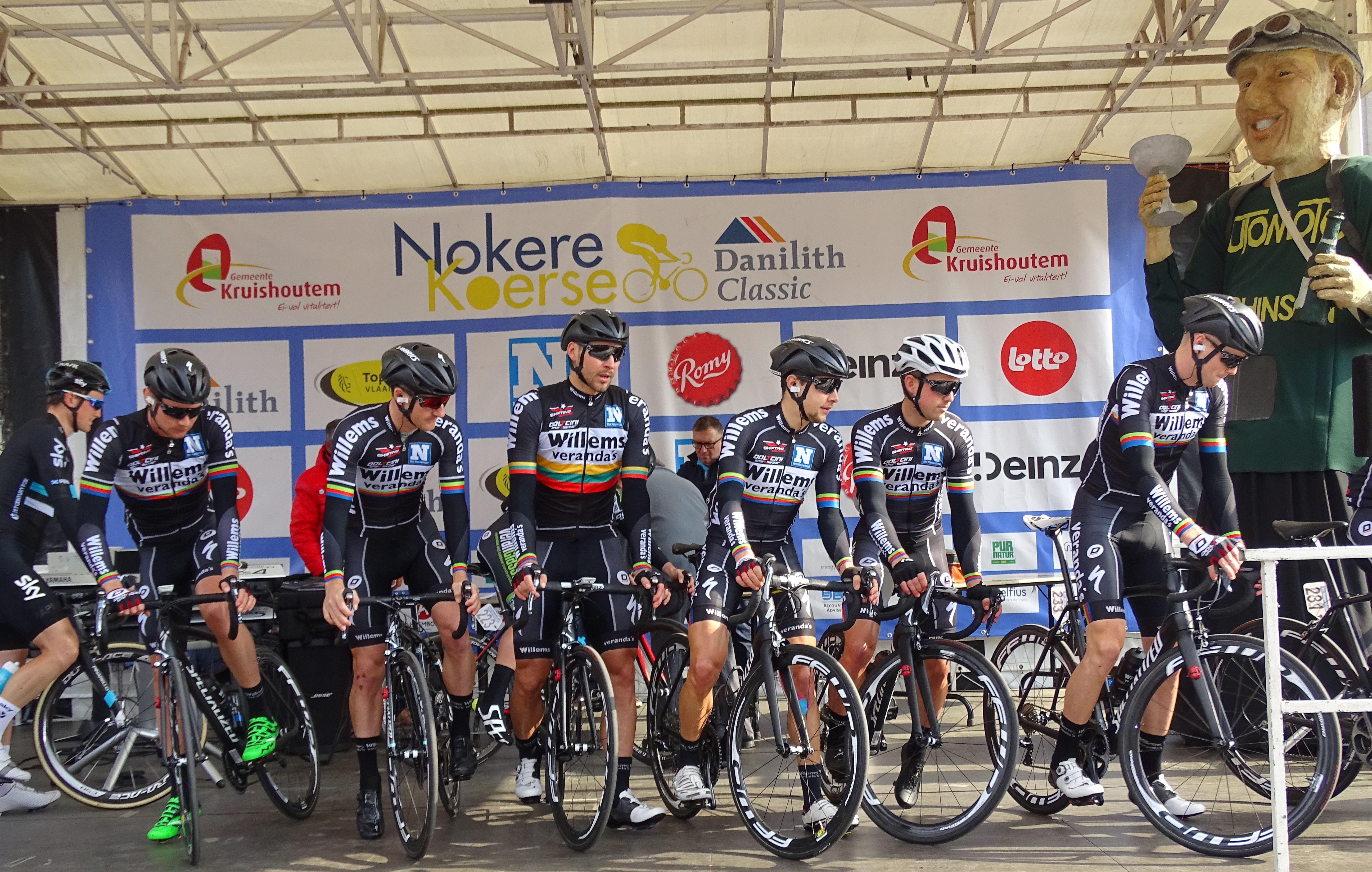
L'équipe lors de la Nokere Koerse.

L'équipe Verandas Willems compte seize coureurs, dont cinq bénéficient d'un contrat professionnel : Joeri Calleeuw, Timothy Dupont, Aidis Kruopis, Kai Reus et Stef Van Zummeren.
| Cycliste             | Date de naissance  | Nationalité | Équipe 2015                   |  |
| -------------------- | ------------------ | ----------- | ----------------------------- |  |
| Didier Bats          | 23 janvier 1993    | Belgique    | Goeman Scott VZW (VTT)        |  |
| Joeri Calleeuw       | 5 août 1985        | Belgique    | Verandas Willems              |  |
| Sander Cordeel       | 13 février 1987    | Belgique    | Vastgoedservice-Golden Palace |  |
| Dries De Bondt       | 4 juillet 1991     | Belgique    | Verandas Willems              |  |
| Louis De Rycke       | 13 septembre 1994  | Belgique    |                               |  |
| Tim De Troyer        | 11 août 1990       | Belgique    | Wanty-Groupe Gobert           |  |
| Brecht Dhaene        | 21 novembre 1988   | Belgique    | Astellas                      |  |
| Benjamin D'Hondt     | 29 octobre 1993    | Belgique    |                               |  |
| Timothy Dupont       | 1er novembre 1987  | Belgique    | Roubaix Lille Métropole       |  |
| Jan Ghyselinck       | 24 février 1988    | Belgique    | Wanty-Groupe Gobert           |  |
| Aidis Kruopis        | 26 octobre 1986    | Lituanie    | An Post-ChainReaction         |  |
| Christophe Prémont   | 22 novembre 1989   | Belgique    | Verandas Willems              |  |
| Kai Reus             | 11 mars 1985       | Pays-Bas    | Verandas Willems              |  |
| Elias Van Breussegem | 10 avril 1992      | Belgique    | Verandas Willems              |  |
| Stef Van Zummeren    | 20 décembre 1991   | Belgique    | Verandas Willems              |  |
| Jari Verstraeten     | 8 février 1989     | Belgique    | Verandas Willems              |  |
| Gianni Vermeersch    | 19 novembre 1992   | Belgique    | Marlux-Napoleon Games         |  |
| Stagiaire            | Date de naissance  | Nationalité | Équipe 2016                   |  |
| Tom Bosmans          | 24 octobre 1994    | Belgique    | VL Technics-Experza-Abutriek  |  |
| Arjen Livyns         | 1er septembre 1994 | Belgique    | VL Technics-Experza-Abutriek  |  |

Portraits
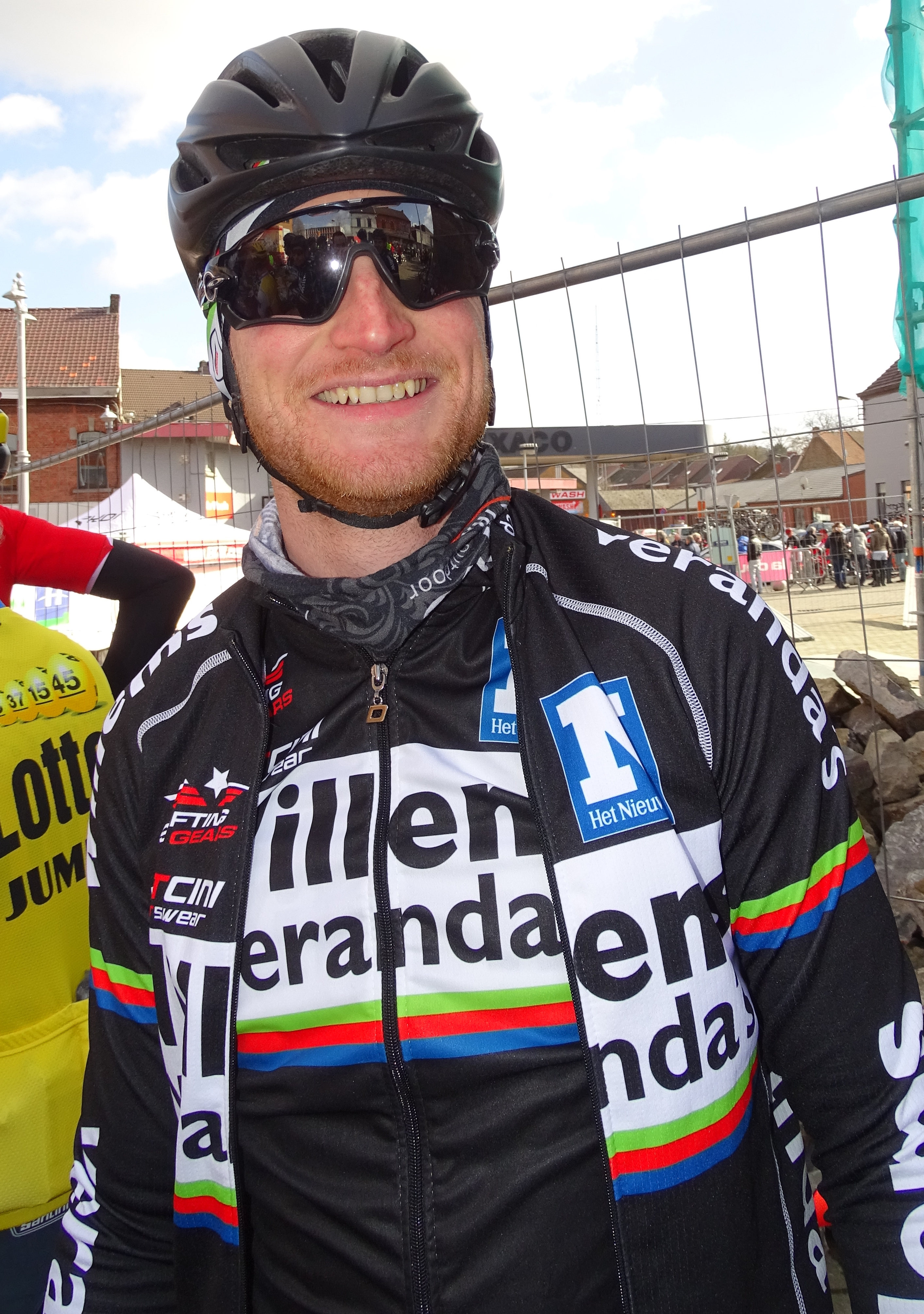
Joeri Calleeuw.
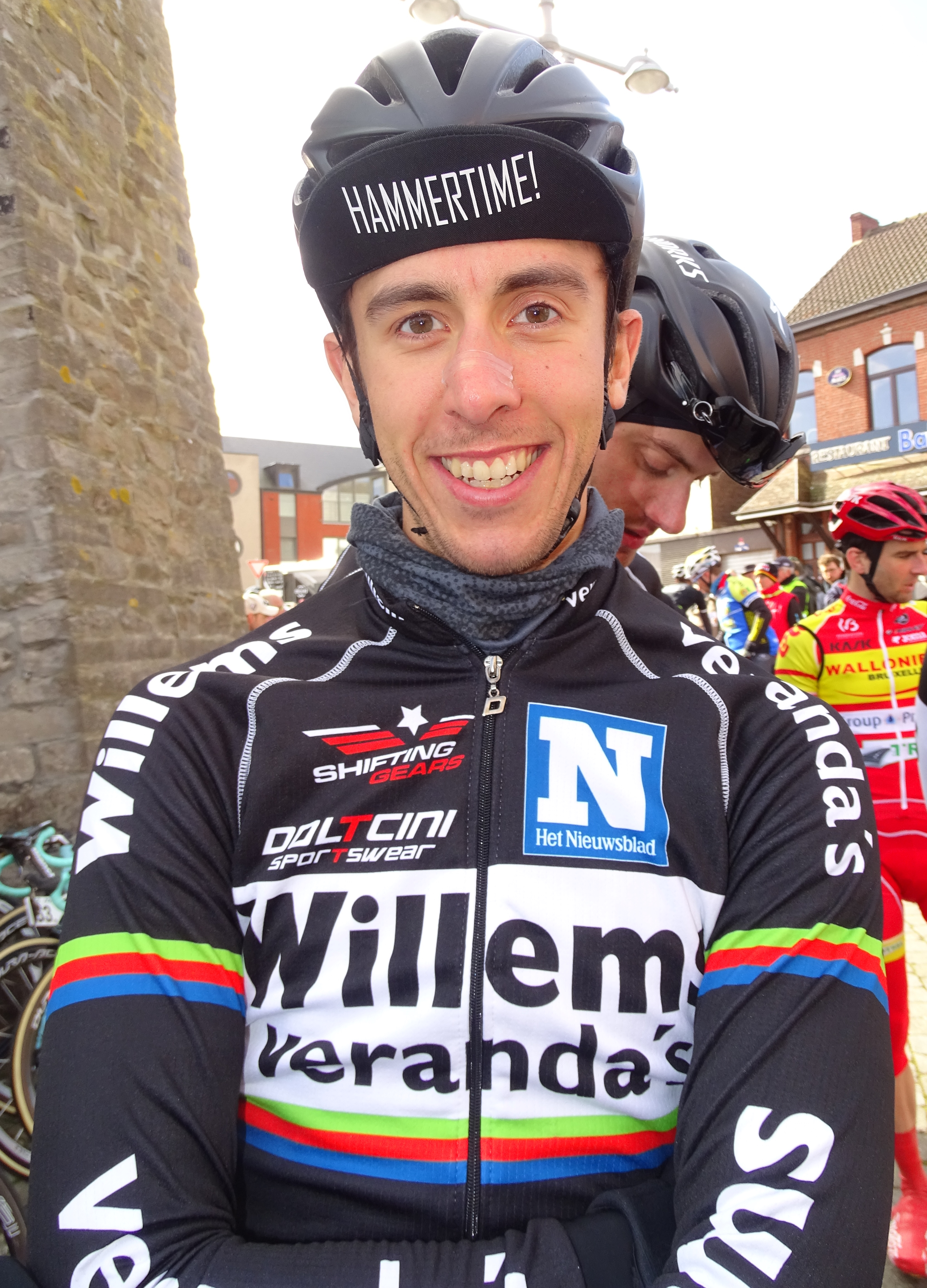
Dries De Bondt.
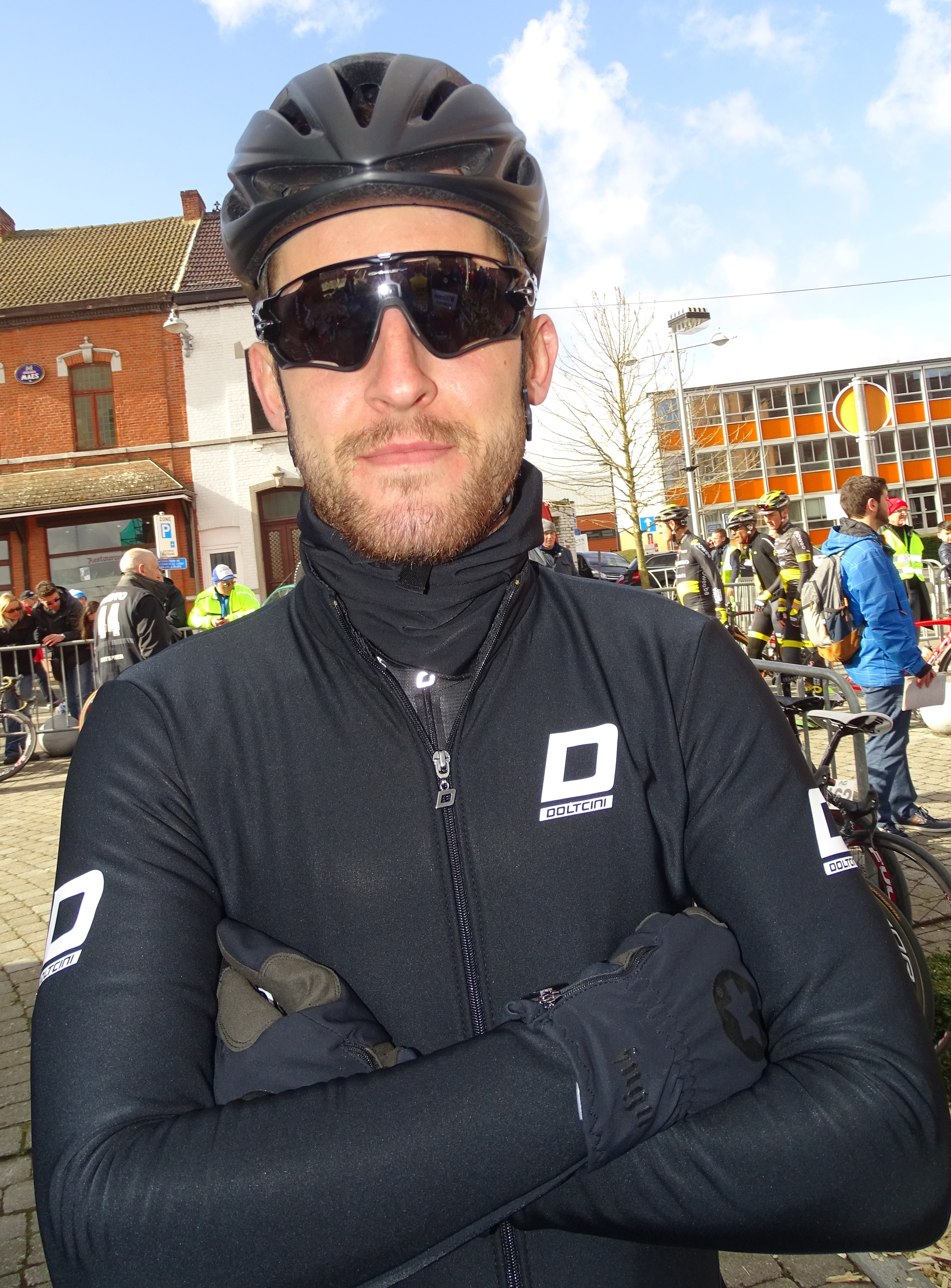
Tim De Troyer.
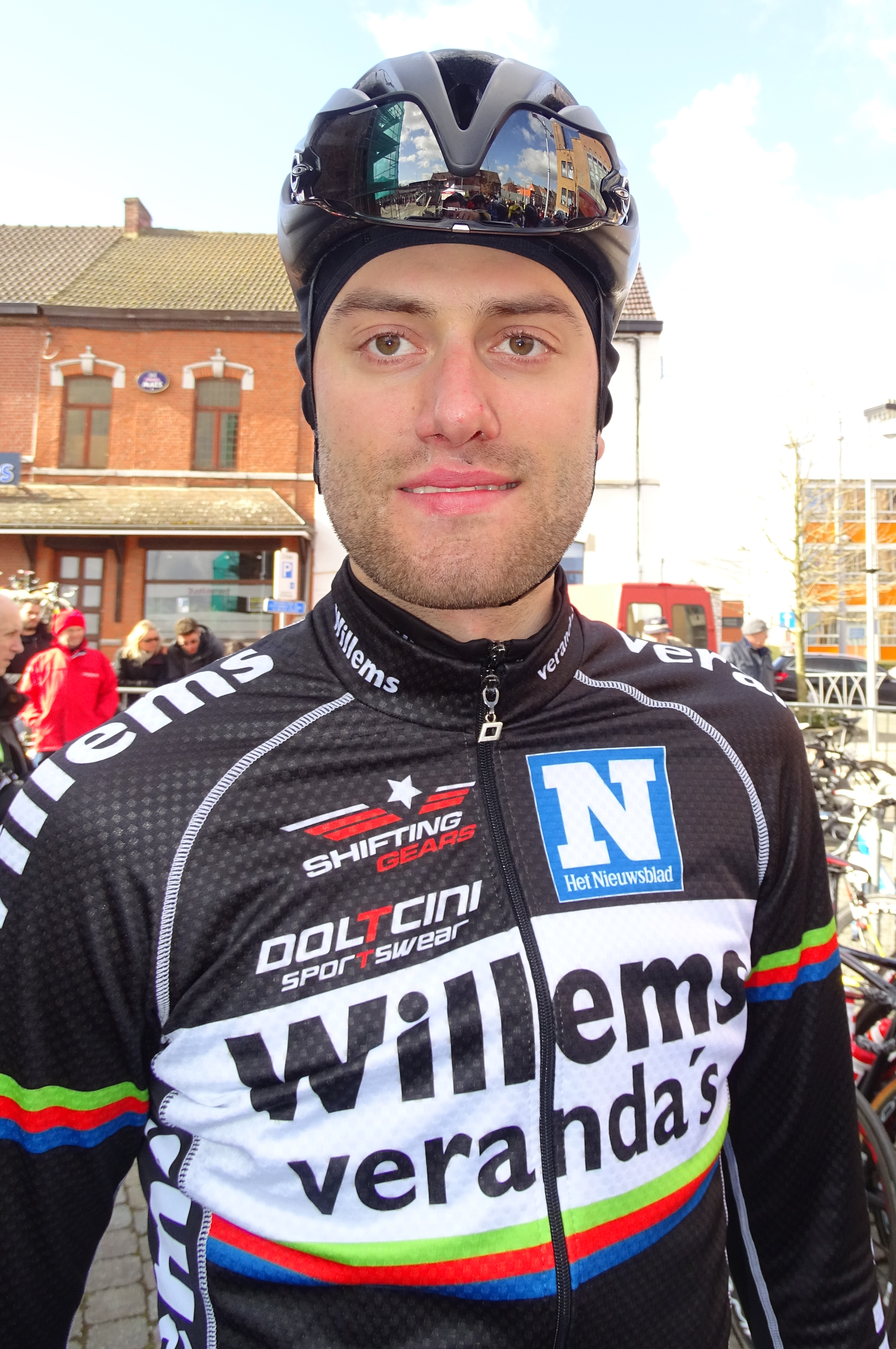
Brecht Dhaene.
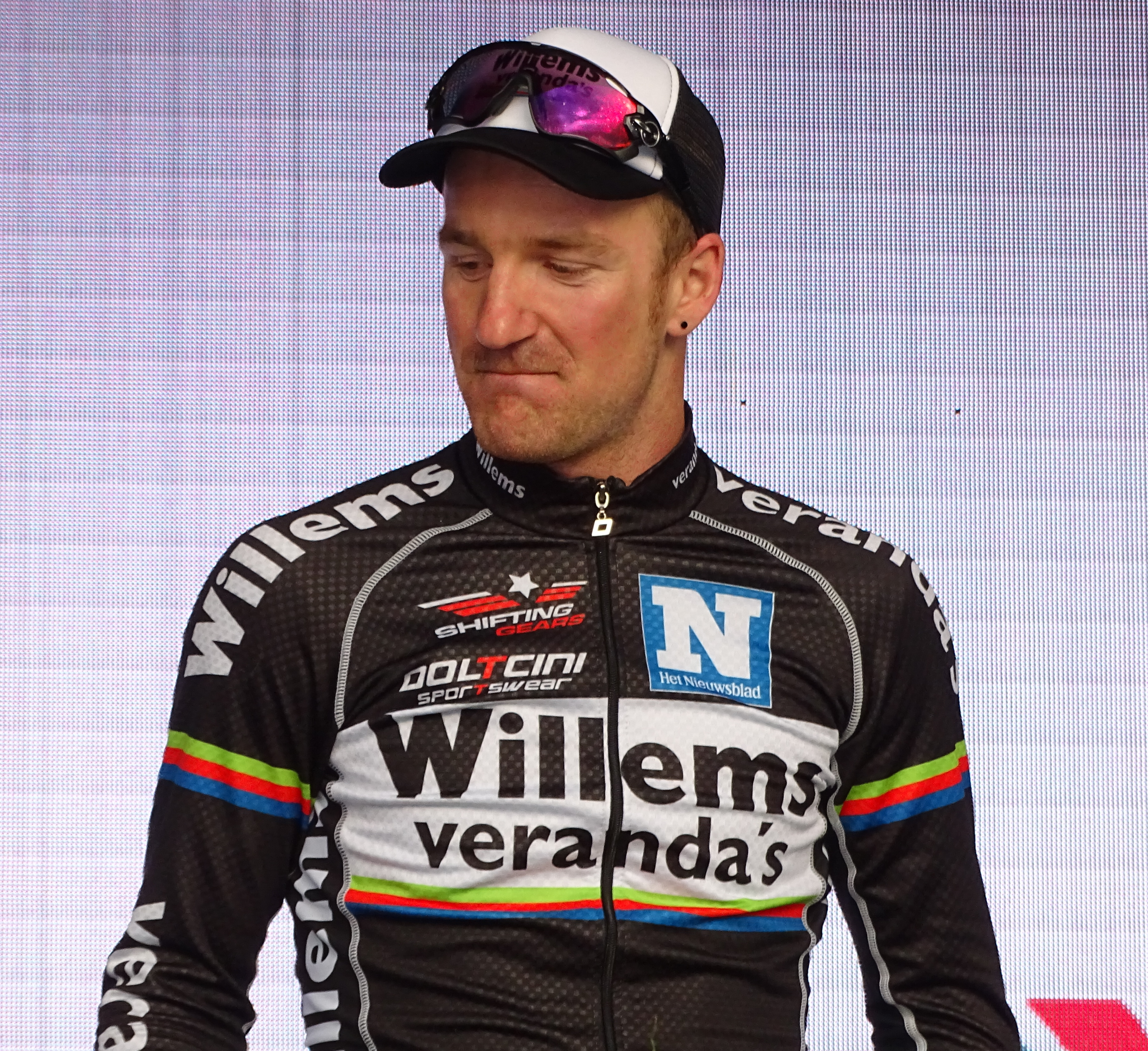
Timothy Dupont.
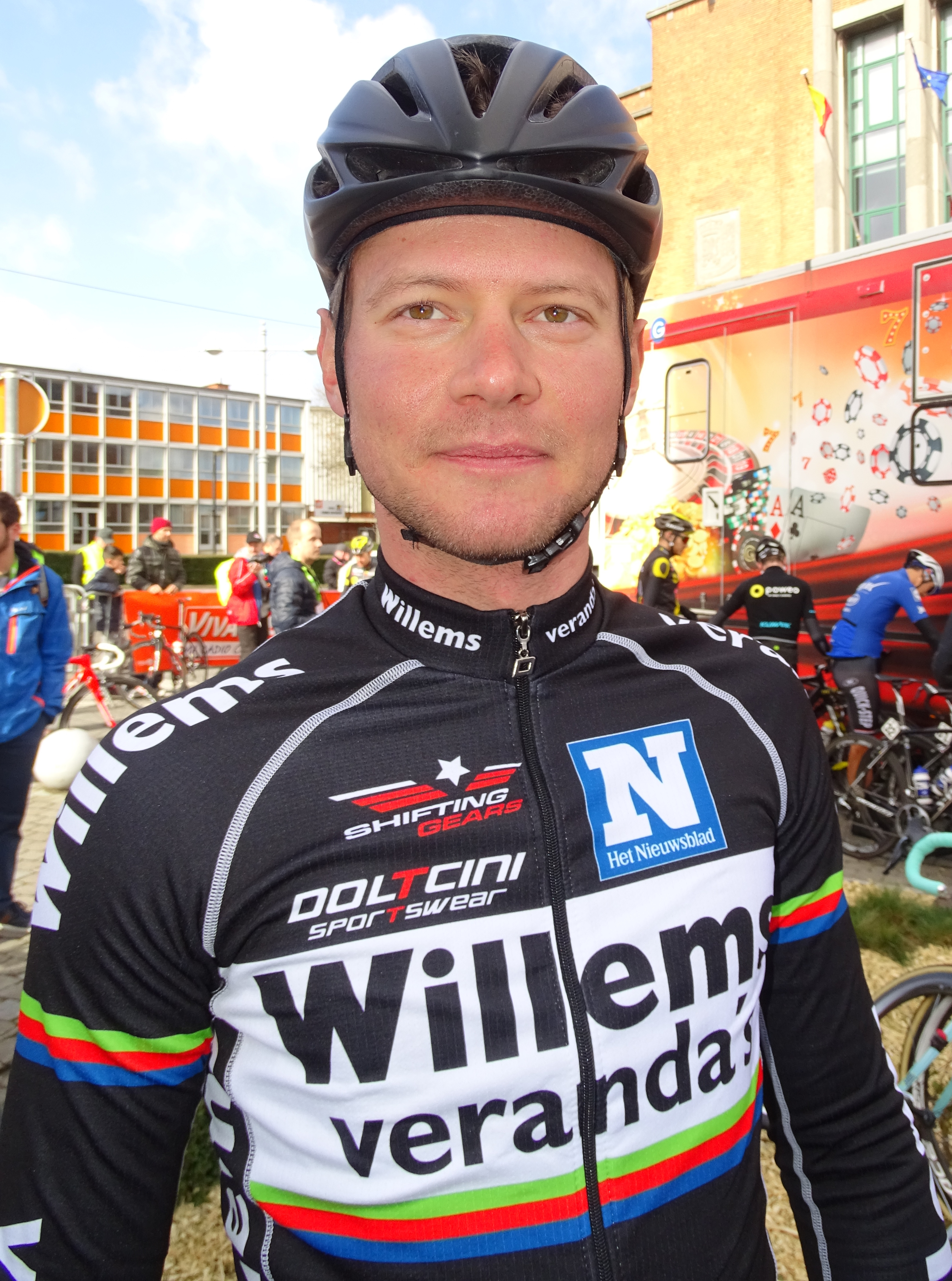
Jan Ghyselinck.
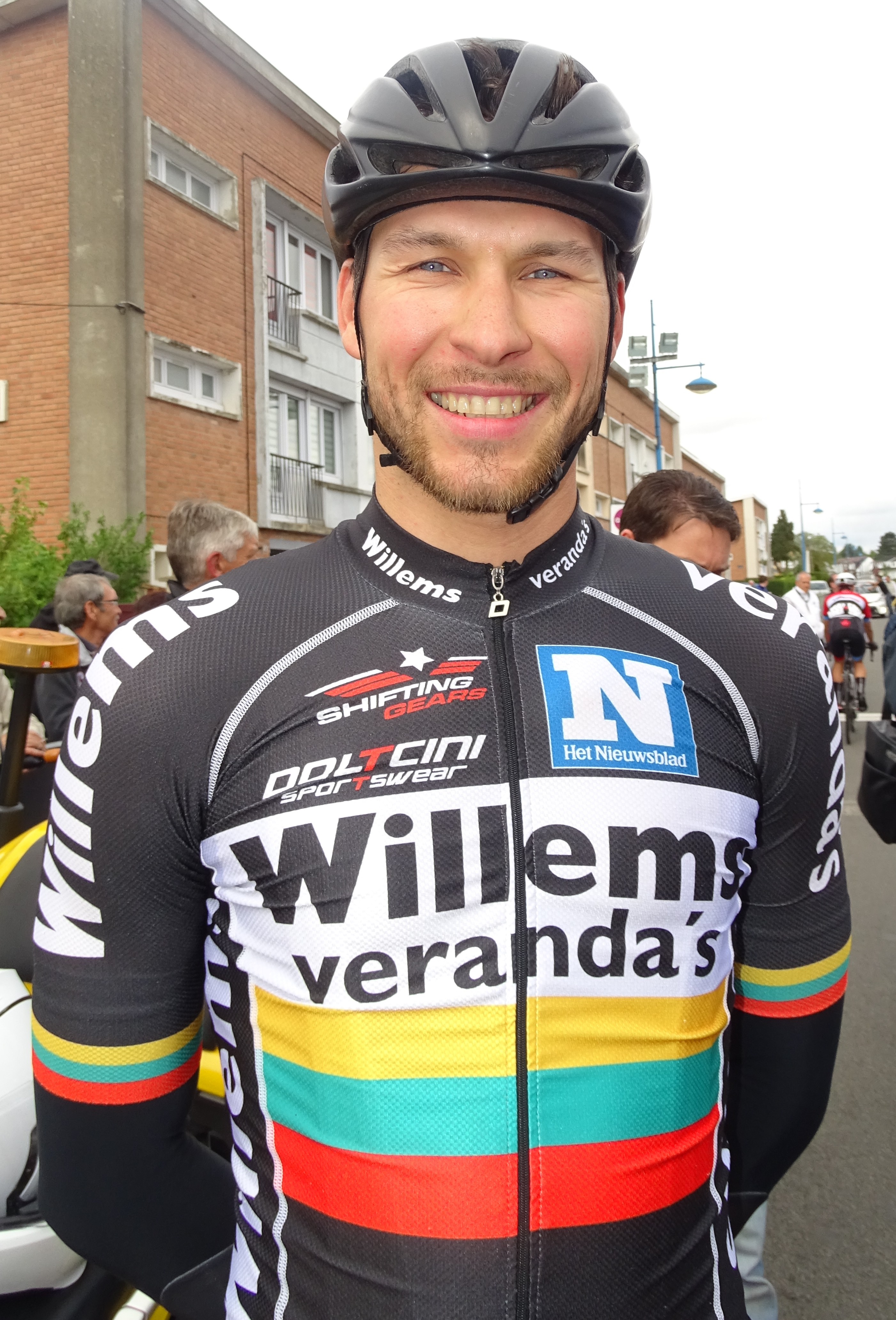
Aidis Kruopis.
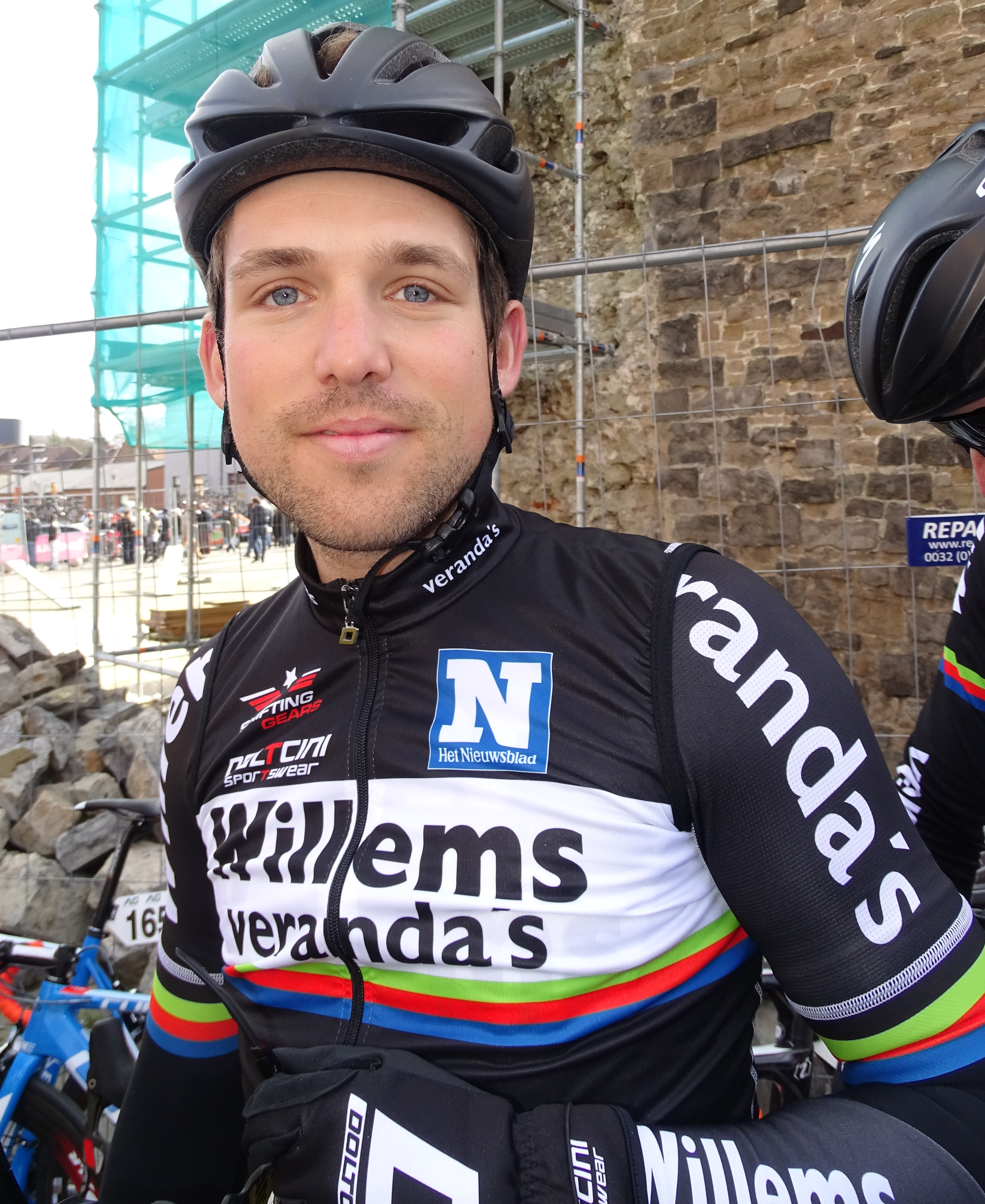
Jari Verstraeten.

## Bilan de la saison

### Victoires
| Date       | Course                                          | Pays     | Classe | Vainqueur            |
| ---------- | ----------------------------------------------- | -------- | ------ | -------------------- |
| 06/03/2016 | 2e étape des Trois Jours de Flandre-Occidentale | Belgique | 2.1    | Timothy Dupont       |
| 13/03/2016 | Dorpenomloop Rucphen                            | Pays-Bas | 1.2    | Aidis Kruopis        |
| 16/03/2016 | Nokere Koerse                                   | Belgique | 1.HC   | Timothy Dupont       |
| 22/03/2016 | 1re étape du Tour de Normandie                  | France   | 2.2    | Timothy Dupont       |
| 24/03/2016 | 3e étape du Tour de Normandie                   | France   | 2.2    | Timothy Dupont       |
| 27/03/2016 | 6e étape du Tour de Normandie                   | France   | 2.2    | Timothy Dupont       |
| 05/05/2016 | À travers les Ardennes flamandes                | Belgique | 1.2    | Timothy Dupont       |
| 14/05/2016 | Tour d'Overijssel                               | Pays-Bas | 1.2    | Aidis Kruopis        |
| 15/05/2016 | Grand Prix Criquielion                          | Belgique | 1.2    | Timothy Dupont       |
| 20/05/2016 | 1re étape du Paris-Arras-Tours                  | France   | 2.2    | Aidis Kruopis        |
| 21/05/2016 | 2e étape du Paris-Arras-Tours                   | France   | 2.2    | Aidis Kruopis        |
| 22/05/2016 | Classement général du Paris-Arras-Tours         | France   | 2.2    | Aidis Kruopis        |
| 05/06/2016 | Mémorial Philippe Van Coningsloo                | Belgique | 1.2    | Timothy Dupont       |
| 10/06/2016 | 2e étape de la Ronde de l'Oise                  | France   | 2.2    | Dries De Bondt       |
| 22/06/2016 | Halle-Ingooigem                                 | Belgique | 1.1    | Dries De Bondt       |
| 02/07/2016 | Circuit Het Nieuwsblad espoirs                  | Belgique | 1.2    | Elias Van Breussegem |
| 24/07/2016 | Grand Prix de la ville de Pérenchies            | France   | 1.2    | Timothy Dupont       |
| 28/07/2016 | 1re étape du Tour Alsace                        | France   | 2.2    | Timothy Dupont       |
| 29/07/2016 | 2e étape du Tour Alsace                         | France   | 2.2    | Timothy Dupont       |
| 31/07/2016 | 4e étape du Tour Alsace                         | France   | 2.2    | Timothy Dupont       |
| 07/08/2016 | Flèche du port d'Anvers                         | Belgique | 1.2    | Timothy Dupont       |
| 10/09/2016 | Flèche côtière                                  | Belgique | 1.2    | Timothy Dupont       |
| 16/09/2016 | Championnat des Flandres                        | Belgique | 1.1    | Timothy Dupont       |
| 25/09/2016 | Gooikse Pijl                                    | Belgique | 1.2    | Aidis Kruopis        |